# ヒトツモノ
ヒトツモノは社寺の祭礼・法会などで行われる神事・行事の一つ。稚児などの扮装した人あるいは人形がヒトツモノと呼ばれ、神幸行列などに加わるものと、何らかの儀式を行うものがある。一般的には一つ物、一ツ物などと表記されており、文献史料では一物、一者とも表記されていた。芸や所作があるわけではないため、いわゆる芸能的な要素は少ない。日本民俗学において依坐やその名残であるという説が定着しているが、元々は風流であるとの説もある。

## 概要

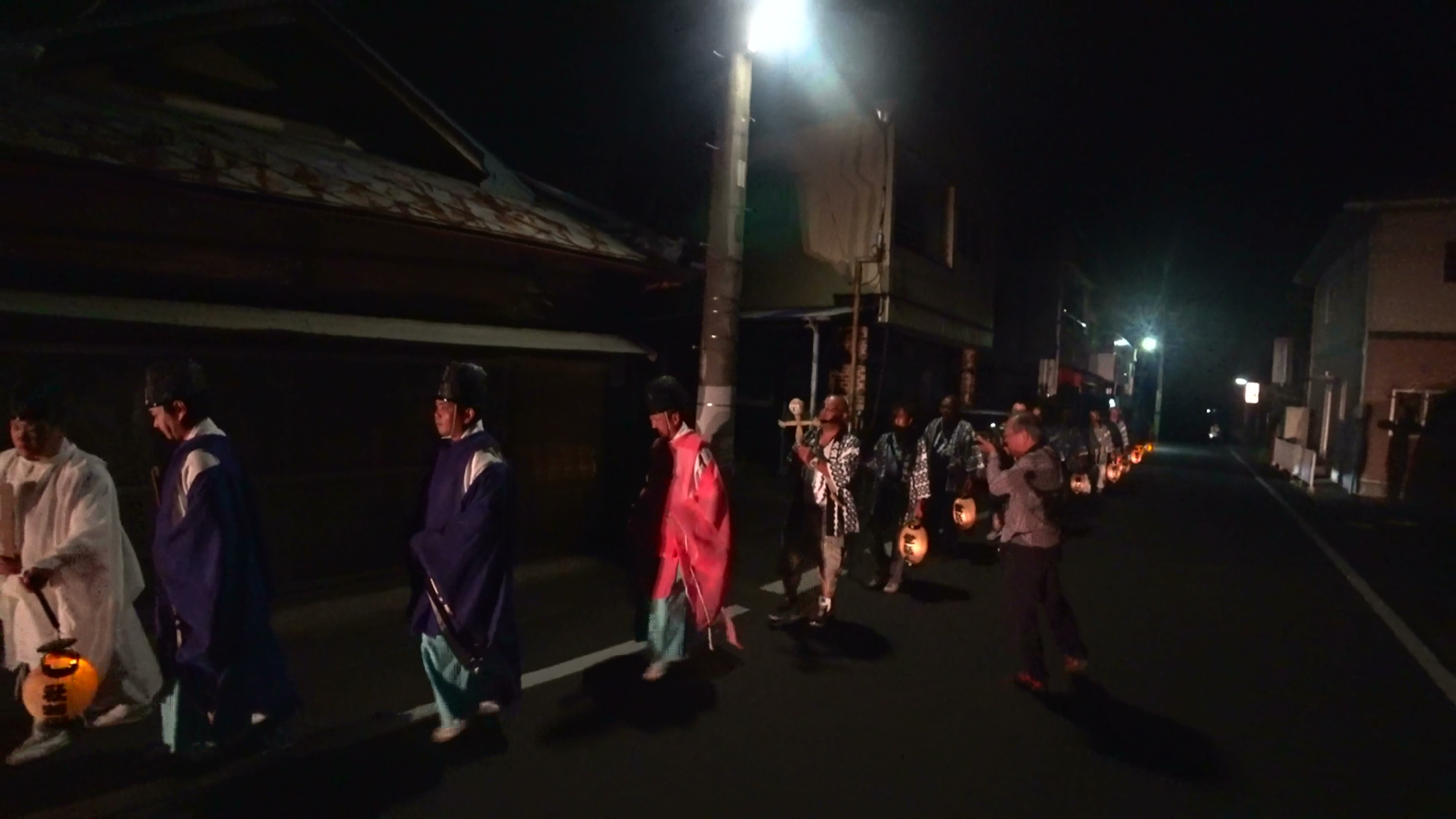
ひとつもの神事（大宝八幡宮）

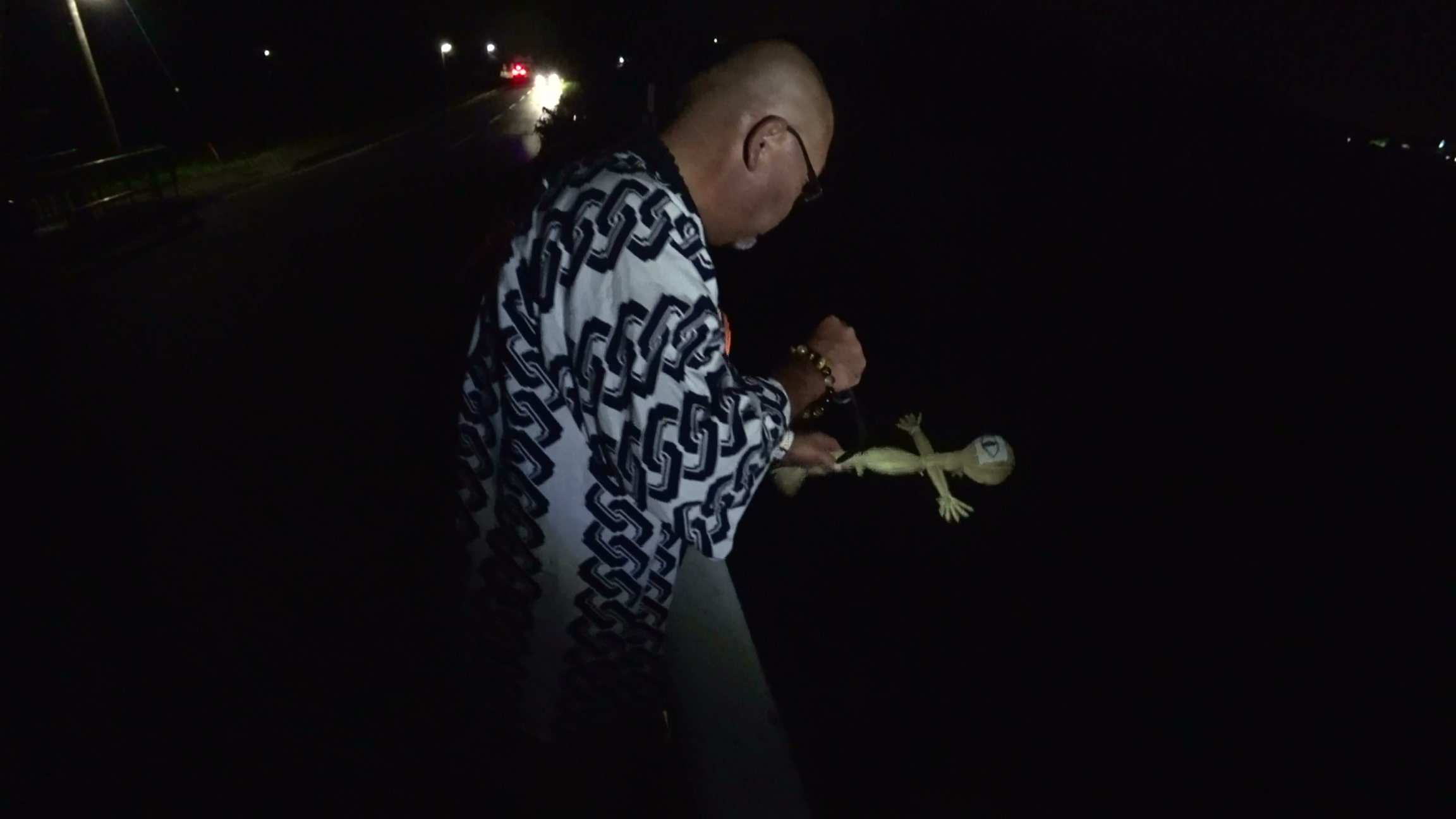
最後に川に落とされるひとつもの（大宝八幡宮）

文献・絵画史料から馬長をヒトツモノと記した事例があることや類似した装束であったことが確認されており、起源は馬長にあると考えられている。馬長は祭礼において朝廷などが寄進した馬に乗る役目をもった風流で、祇園社の御霊会などで行われていた。史料にヒトツモノが見られるようになるのは平安時代後期からで、『中右記』の宇治鎮守明神の記述などが挙げられる。田楽・流鏑馬・競馬・相撲・王の舞・獅子舞などとともに行われていた事例が多く、王の舞と同じように、これら一連の芸能を構成する一つの芸能として平安後期の畿内の祭礼・法会でヒトツモノは成立し、中世に各地に伝播していったと考えられている。
一般的に童児が勤めること、馬などで移動することが多く、中には地面に足をつけることを禁忌としている事例があること、山鳥の尾羽や紙垂をつけた笠を被り、化粧をしていることなどがヒトツモノの特徴として挙げられている。これらの特徴を幼童信仰の影響、地面に足をつけないのは神聖視されているため、装飾と化粧は依坐になるための道具と考察し、また神幸行列において重要な位置を占めていると考えられたことや芸を伴わないことなどから、依坐であるという解釈がなされた。この解釈のもとではヒトツモノという名称は一つ・少数を意味すると考えられている。
一方で、神幸行列などにおいて馬上であることは特別なことではなく、また装飾と化粧は風流でも見られるものであり、前述の特徴は宗教的な意味が特に強いものではなく、ヒトツモノは依坐ではなかったとの解釈もある。この解釈のもとでは、ヒトツモノという語は一番目立つという意味で、かつては流行した風流のことをヒトツモノと呼んでいたと考えている。流行の風流であった馬長をヒトツモノと呼んだが、それそのものがヒトツモノと呼ばれるようになり、後に各地で民俗変容が起き、依坐であると認識されるようになったと説明している。
ヒトツモノ、あるいはヒトツモノであると考えられている行事がいくつかの地域で行われており、春日若宮神社（奈良市）、懸神社（宇治市）、粉河産土神社（紀の川市）、曽根天満宮・荒井神社・高砂神社（高砂市）、射楯兵主神社・大塩天満宮（姫路市）、琴弾八幡宮（観音寺市）、熊岡八幡宮・宇賀神社（三豊市）などは人がヒトツモノとなる事例である。熊野速玉大社（新宮市）、大宝八幡宮（下妻市）、八王子社（江南市）などでは人形をヒトツモノとしている。大宝八幡宮の事例では虫送りのような穢れを流す行事と人身御供譚の影響が見られる。